# Pavel Kováč
Pavel Kováč (sinh 12 tháng 8 năm 1974) là một thủ môn bóng đá Slovakia hiện tại thi đấu cho câu lạc bộ Slovakia FC ViOn Zlaté Moravce. Anh cao 2,02 m và nặng 96 kg. Màn ra mắt của anh đến từ hiệp hai của trận đấu giữa Slovakia và Hungary ngày 6 tháng 2 năm 2008.
Kováč từng thi đấu cho FC Slovácko ở Gambrinus liga, Apollon Kalamarias F.C. của Hy Lạp và DAC Dunajská Streda.